# Josep Maria Albaigès i Olivart
Josep Maria Albaigés i Olivart (Juneda, Les Garrigues, 8 d'octubre de 1940 - Barcelona, 18 de març de 2014) fou enginyer de camins i llicenciat en ciències econòmiques, professor i divulgador català.
Va treballar en el sector constructor i immobiliari, destacant en el disseny i construcció d'obres hidràuliques, aparcaments, autopistes i edificis. Per altra banda, mostrà notable interès per les matemàtiques, la genealogia, l'onomàstica, el món dels palíndroms, la història i la literatura de viatges. Va publicar diversos llibres relacionades amb aquestes disciplines, com per exemple, Diccionari de noms de persona (1980), Enciclopedia de los nombres propios (1995), El gran llibre dels cognoms (2005). També fou editor de les revistes Carrollia, dedicada a les matemàtiques i l'estudi del llenguatge, BOFCI, butlletí oficial de la facultat de ciències inútils, o Semagames, revista del club palindròmic internacional; així com, fou president Fòrum Onomàstic Nacional i Internacional, l'associació cultural espanyola Mensa o el Club Palindromista Internacional (CPI). També fou col·laborador habitual de La Vanguardia, Expansión, Muy Interesante, entre d'altres.
Molt interessat en la història del seu poble natal, publicà diversos treballs d'onomàstica local com Els carrers de Juneda (1991) o Noms i renoms de l'antroponímia de Juneda (1992). Per aquest motiu, l'any 2011 fou nomenat Fill Predilecte de Juneda per la seva trajectòria professional, intel·lectual i literària, així com per la seva activitat i participació cultural al municipi: celebració del centenari de l'arribada del ferrocarril, organització de la Festa de les Cassoles de Tros, commemoració del centenari de l'arribada de l'electricitat, etc. Membre actiu de la Societat d'Onomàstica des de la seva fundació, fou el seu president entre 2010 i 2013, rellevant a l'escriptor Albert Manent. El seu darrer llibre, Records de l'any de la picor, de caràcter autobiogràfic, va ser publicat pòstumament.

## Obres destacades
- Diccionari de noms de persona (1980)
- Gran diccionario múltiple de citas (1991)
- Noms i renoms de l'antroponímia de Juneda (1992)
- Enciclopedia de los nombres propios (1995)
- El gran llibre dels cognoms (2005)